# Mohamed Hossain Milzer
Mohamed Hossain Milzer (bengalisch মোহাম্মদ হোসেন মিলজার; * 11. Februar 1967) ist ein ehemaliger bangladeschischer Leichtathlet.

## Karriere
Mohamed Hossain Milzer trat bei den Olympischen Sommerspielen 1988 in Seoul an. Er nahm an den Wettbewerben über 400 und 800 Meter teil und zusammen mit seinen Teamkollegen Shahanuddin Choudhury, Mohamed Shah Jalal und Mohamed Shah Alam in der 4-mal-100-Meter-Staffel.